# Margarodes vitis
Margarodes vitis är en insektsart som först beskrevs av Philippi 1884.  Margarodes vitis ingår i släktet Margarodes och familjen pärlsköldlöss. Inga underarter finns listade i Catalogue of Life.